# WTA-toernooi van Québec
Het WTA-toernooi van Québec was een jaarlijks terugkerend tennistoernooi voor vrouwen dat werd georganiseerd in de Canadese stad Québec. De officiële naam van het toernooi was Coupe Banque Nationale.
De WTA organiseerde het toernooi dat in de categorie "International" viel en dat op overdekte tapijtbanen werd gespeeld.
De eerste editie werd in 1993 gehouden. De Nederlandse Brenda Schultz is de enige die het toernooi twee keer wist te winnen (in 1995 en 1997). Beide keren trof (en versloeg) zij de Belgische Dominique Monami (Van Roost in 1997). De laatste editie vond plaats in 2018

## Enkel- en dubbelspeltitel in één jaar
| speelster            | in het jaar |
| -------------------- | ----------- |
| Mirjana Lučić-Baroni | 2014        |

## Finales

### Enkelspel
| Datum      | Naam                   | Cat.          | ($)     | Ondergrond     | Winnares             | Verliezend finaliste  | Uitslag        |         |
| ---------- | ---------------------- | ------------- | ------- | -------------- | -------------------- | --------------------- | -------------- | ------- |
| 1993-11-01 | Bell Challenge         | Tier III      | 150.000 | tapijt, binnen | Nathalie Tauziat     | Katerina Maleeva      | 6-4, 6-1       | details |
| 1994-10-31 | Bell Challenge         | Tier III      | 150.000 | tapijt, binnen | Katerina Maleeva     | Brenda Schultz        | 6-3, 6-3       | details |
| 1995-10-30 | Bell Challenge         | Tier III      | 161.250 | tapijt, binnen | Brenda Schultz       | Dominique Monami      | 7-6, 6-2       | details |
| 1996-10-21 | Bell Challenge         | Tier III      | 164.250 | tapijt, binnen | Lisa Raymond         | Els Callens           | 6-4, 6-4       | details |
| 1997-10-20 | Bell Challenge         | Tier III      | 164.250 | tapijt, binnen | Brenda Schultz       | Dominique Van Roost   | 6-4, 6-7, 7-5  | details |
| 1998-10-26 | Bell Challenge         | Tier III      | 164.250 | tapijt, binnen | Tara Snyder          | Chanda Rubin          | 4-6, 6-4, 7-6  | details |
| 1999-11-01 | Bell Challenge         | Tier III      | 180.000 | tapijt, binnen | Jennifer Capriati    | Chanda Rubin          | 4-6, 6-1, 6-2  | details |
| 2000-10-30 | Bell Challenge         | Tier III      | 170.000 | tapijt, binnen | Chanda Rubin         | Jennifer Capriati     | 6-4, 6-2       | details |
| 2001-09-17 | Bell Challenge         | Tier III      | 170.000 | tapijt, binnen | Meghann Shaughnessy  | Iva Majoli            | 6-1, 6-3       | details |
| 2002-09-16 | Bell Challenge         | Tier III      | 170.000 | tapijt, binnen | Jelena Bovina        | Marie Mikaelian       | 6-3, 6-4       | details |
| 2003-10-27 | Bell Challenge         | Tier III      | 170.000 | tapijt, binnen | Maria Sjarapova      | Milagros Sequera      | 6-2, 0-0, opg. | details |
| 2004-11-01 | Bell Challenge         | Tier III      | 170.000 | tapijt, binnen | Martina Suchá        | Abigail Spears        | 7-5, 3-6, 6-2  | details |
| 2005-10-31 | Bell Challenge         | Tier III      | 170.000 | tapijt, binnen | Amy Frazier          | Sofia Arvidsson       | 6-1, 7-5       | details |
| 2006-10-30 | Bell Challenge         | Tier III      | 175.000 | tapijt, binnen | Marion Bartoli       | Olga Poetsjkova       | 6-0, 6-0       | details |
| 2007-10-29 | Bell Challenge         | Tier III      | 175.000 | tapijt, binnen | Lindsay Davenport    | Joelija Vakoelenko    | 6-4, 6-1       | details |
| 2008-10-27 | Bell Challenge         | Tier III      | 175.000 | tapijt, binnen | Nadja Petrova        | Bethanie Mattek       | 4-6, 6-4, 6-1  | details |
| 2009-09-14 | Bell Challenge         | International | 220.000 | tapijt, binnen | Melinda Czink        | Lucie Šafářová        | 4-6, 6-3, 7-5  | details |
| 2010-09-13 | Bell Challenge         | International | 220.000 | tapijt, binnen | Tamira Paszek        | Bethanie Mattek-Sands | 7-6, 2-6, 7-5  | details |
| 2011-09-12 | Bell Challenge         | International | 220.000 | tapijt, binnen | B Záhlavová-Strýcová | Marina Erakovic       | 4-6, 6-1, 6-0  | details |
| 2012-09-10 | Bell Challenge         | International | 220.000 | tapijt, binnen | Kirsten Flipkens     | Lucie Hradecká        | 6-1, 7-5       | details |
| 2013-09-09 | Bell Challenge         | International | 235.000 | tapijt, binnen | Lucie Šafářová       | Marina Erakovic       | 6-4, 6-3       | details |
| 2014-09-08 | Coupe Banque Nationale | International | 250.000 | tapijt, binnen | Mirjana Lučić-Baroni | Venus Williams        | 6-4, 6-3       | details |
| 2015-09-14 | Coupe Banque Nationale | International | 250.000 | tapijt, binnen | Annika Beck          | Jeļena Ostapenko      | 6-2, 6-2       | details |
| 2016-09-12 | Coupe Banque Nationale | International | 250.000 | tapijt, binnen | Océane Dodin         | Lauren Davis          | 6-4, 6-3       | details |
| 2017-09-11 | Coupe Banque Nationale | International | 250.000 | tapijt, binnen | Alison Van Uytvanck  | Tímea Babos           | 5-7, 6-4, 6-1  | details |
| 2018-09-10 | Coupe Banque Nationale | International | 250.000 | tapijt, binnen | Pauline Parmentier   | Jessica Pegula        | 7-5, 6-2       | details |

### Dubbelspel
| Datum      | Naam                   | Cat.          | ($)     | Ondergrond     | Winnaressen                            | Verliezend finalistes                            | Uitslag           |         |
| ---------- | ---------------------- | ------------- | ------- | -------------- | -------------------------------------- | ------------------------------------------------ | ----------------- | ------- |
| 1993-11-01 | Bell Challenge         | Tier III      | 150.000 | tapijt, binnen | Katrina Adams Manon Bollegraf          | Katerina Maleeva Nathalie Tauziat                | 6-4, 6-4          | details |
| 1994-10-31 | Bell Challenge         | Tier III      | 150.000 | tapijt, binnen | Elna Reinach Nathalie Tauziat          | Linda Wild Chanda Rubin                          | 6-4, 6-3          | details |
| 1995-10-30 | Bell Challenge         | Tier III      | 161.250 | tapijt, binnen | Nicole Arendt Manon Bollegraf          | Lisa Raymond Rennae Stubbs                       | 7-6, 4-6, 6-2     | details |
| 1996-10-21 | Bell Challenge         | Tier III      | 164.250 | tapijt, binnen | Debbie Graham Brenda Schultz           | Amy Frazier Kimberly Po                          | 6-1, 6-4          | details |
| 1997-10-20 | Bell Challenge         | Tier III      | 164.250 | tapijt, binnen | Lisa Raymond Rennae Stubbs             | Alexandra Fusai Nathalie Tauziat                 | 6-4, 5-7, 7-5     | details |
| 1998-10-26 | Bell Challenge         | Tier III      | 164.250 | tapijt, binnen | Lori McNeil Kimberly Po                | Chanda Rubin Sandrine Testud                     | 6-7, 7-5, 6-4     | details |
| 1999-11-01 | Bell Challenge         | Tier III      | 180.000 | tapijt, binnen | Amy Frazier Katie Schlukebir           | Cara Black Debbie Graham                         | 6-2, 6-3          | details |
| 2000-10-30 | Bell Challenge         | Tier III      | 170.000 | tapijt, binnen | Nicole Pratt Meghann Shaughnessy       | Els Callens Kimberly Po                          | 6-3, 6-4          | details |
| 2001-09-17 | Bell Challenge         | Tier III      | 170.000 | tapijt, binnen | Samantha Reeves Adriana Serra Zanetti  | Klára Koukalová Alena Vašková                    | 7-5, 4-6, 6-3     | details |
| 2002-09-16 | Bell Challenge         | Tier III      | 170.000 | tapijt, binnen | Samantha Reeves Jessica Steck          | María Emilia Salerni Fabiola Zuluaga             | 4-6, 6-3, 7-5     | details |
| 2003-10-27 | Bell Challenge         | Tier III      | 170.000 | tapijt, binnen | Li Ting Sun Tiantian                   | Els Callens Meilen Tu                            | 6-3, 6-3          | details |
| 2004-11-01 | Bell Challenge         | Tier III      | 170.000 | tapijt, binnen | Carly Gullickson María Emilia Salerni  | Els Callens Samantha Stosur                      | 7-5, 7-5          | details |
| 2005-10-31 | Bell Challenge         | Tier III      | 170.000 | tapijt, binnen | Anastasia Rodionova Jelena Vesnina     | Līga Dekmeijere Ashley Harkleroad                | 6-7, 6-4, 6-2     | details |
| 2006-10-30 | Bell Challenge         | Tier III      | 175.000 | tapijt, binnen | Laura Granville Carly Gullickson       | Jill Craybas Alina Zjidkova                      | 6-3, 6-4          | details |
| 2007-10-29 | Bell Challenge         | Tier III      | 175.000 | tapijt, binnen | Christina Fusano Raquel Kops-Jones     | Stéphanie Dubois Renata Voráčová                 | 6-2, 7-6          | details |
| 2008-10-27 | Bell Challenge         | Tier III      | 175.000 | tapijt, binnen | Anna-Lena Grönefeld Vania King         | Jill Craybas Tamarine Tanasugarn                 | 7-6, 6-4          | details |
| 2009-09-14 | Bell Challenge         | International | 220.000 | tapijt, binnen | Vania King Barbora Záhlavová-Strýcová  | Sofia Arvidsson Séverine Beltrame                | 6-1, 6-3          | details |
| 2010-09-13 | Bell Challenge         | International | 220.000 | tapijt, binnen | Sofia Arvidsson Johanna Larsson        | Bethanie Mattek-Sands Barbora Záhlavová-Strýcová | 6-1, 2-6, [10-6]  | details |
| 2011-09-12 | Bell Challenge         | International | 220.000 | tapijt, binnen | Raquel Kops-Jones Abigail Spears       | Jamie Hampton Anna Tatishvili                    | 6-1, 3-6, [10-6]  | details |
| 2012-09-10 | Bell Challenge         | International | 220.000 | tapijt, binnen | Tatjana Malek Kristina Mladenovic      | Alicja Rosolska Heather Watson                   | 7-6, 6-7, [10-7]  | details |
| 2013-09-09 | Bell Challenge         | International | 235.000 | tapijt, binnen | Alla Koedrjavtseva Anastasia Rodionova | Andrea Hlaváčková Lucie Hradecká                 | 6-4, 6-3          | details |
| 2014-09-08 | Coupe Banque Nationale | International | 250.000 | tapijt, binnen | Lucie Hradecká Mirjana Lučić-Baroni    | Julia Görges Andrea Hlaváčková                   | 6-3, 7-6          | details |
| 2015-09-14 | Coupe Banque Nationale | International | 250.000 | tapijt, binnen | Barbora Krejčíková An-Sophie Mestach   | María Irigoyen Paula Kania                       | 4-6, 6-3, [12-10] | details |
| 2016-09-12 | Coupe Banque Nationale | International | 250.000 | tapijt, binnen | Andrea Hlaváčková Lucie Hradecká       | Alla Koedrjavtseva Aleksandra Panova             | 7-6, 7-6          | details |
| 2017-09-11 | Coupe Banque Nationale | International | 250.000 | tapijt, binnen | Tímea Babos Andrea Hlaváčková          | Bianca Andreescu Carson Branstine                | 6-3, 6-1          | details |
| 2018-09-10 | Coupe Banque Nationale | International | 250.000 | tapijt, binnen | Asia Muhammad Maria Sanchez            | Darija Jurak Xenia Knoll                         | 6-4, 6-3          | details |